# Píseň o starém námořníkovi
Píseň o starém námořníkovi (1798, The Rime of the Ancient Mariner) je balada anglického romantického básníka Samuela Taylora Coleridge, jejíž hrdina se proviní tím, že na moři zabije bezdůvodně albatrosa, a je za to potrestán tajemnými přírodními silami.

## Vznik balady
Báseň, napsaná ve čtyřveršové a šestiveršové strofě balad z angloskotského pohraničí (tzv. border-ballads, tj. pomezní balady), vyšla poprvé roku 1798 v básnické sbírce Lyrické balady (Lyrical Ballads), kterou Coleridge napsal společně se svým přítelem a básníkem Williamem Wordsworthem a která je považována za skutečný počátek anglického romantismu.
Přestože sbírka vznikla jako výsledek tvůrčí spolupráce obou básníků, je Wordsworthův podíl na baladě nejasný. Podle jeho vyjádření pochází klíčový motiv zastřelení albatrosa od něho, když Coleridgeho seznámil s knihou A Voyage Round The World by Way of the Great South Sea (1726), kterou napsal kapitán George Shelvocke a ve které se tento motiv objevuje. Coleridge však svému příteli uznal autorství pouze několika veršů.
Mnozí literární kritikové zase předpokládají, že inspirací pro báseň byla plavba kapitána Thomase Jamese do Arktidy roku 1631, nebo plavba kapitána Jamese Cooka do jižních moří v letech 1772–1775. Jiní vidí podobnost příběhu starého námořníka s pověstí o Bludném Holanďanovi, nebo s příběhem Ahasvera (věčného Žida), který za své provinění musí až do soudného dne bloudit po zemi.
Pro druhé vydání Lyrických balad roku 1800 Coleridge báseň upravil (snažil se zmírnit silně archaizující básnický jazyk balady) a definitivní podobu jí dal roku 1817 ve sbírce Sybiliny lístky (Sybilline Leaves), kdy se v margináliích (poznámkách na okraji textu) pokusil vysvětlit nejasnosti týkající se rozlišení démonických a andělských duchů objevujících se v příběhu.
Přes nepochopení některých Coleridgeových přátel (zvláště Robertem Southeym) i většiny tehdejších literárních kritiků se balada stala nejvýznamnější Coleridgeovu básní a zasloužila se o komerční úspěch Lyrických balad.

## Obsah balady

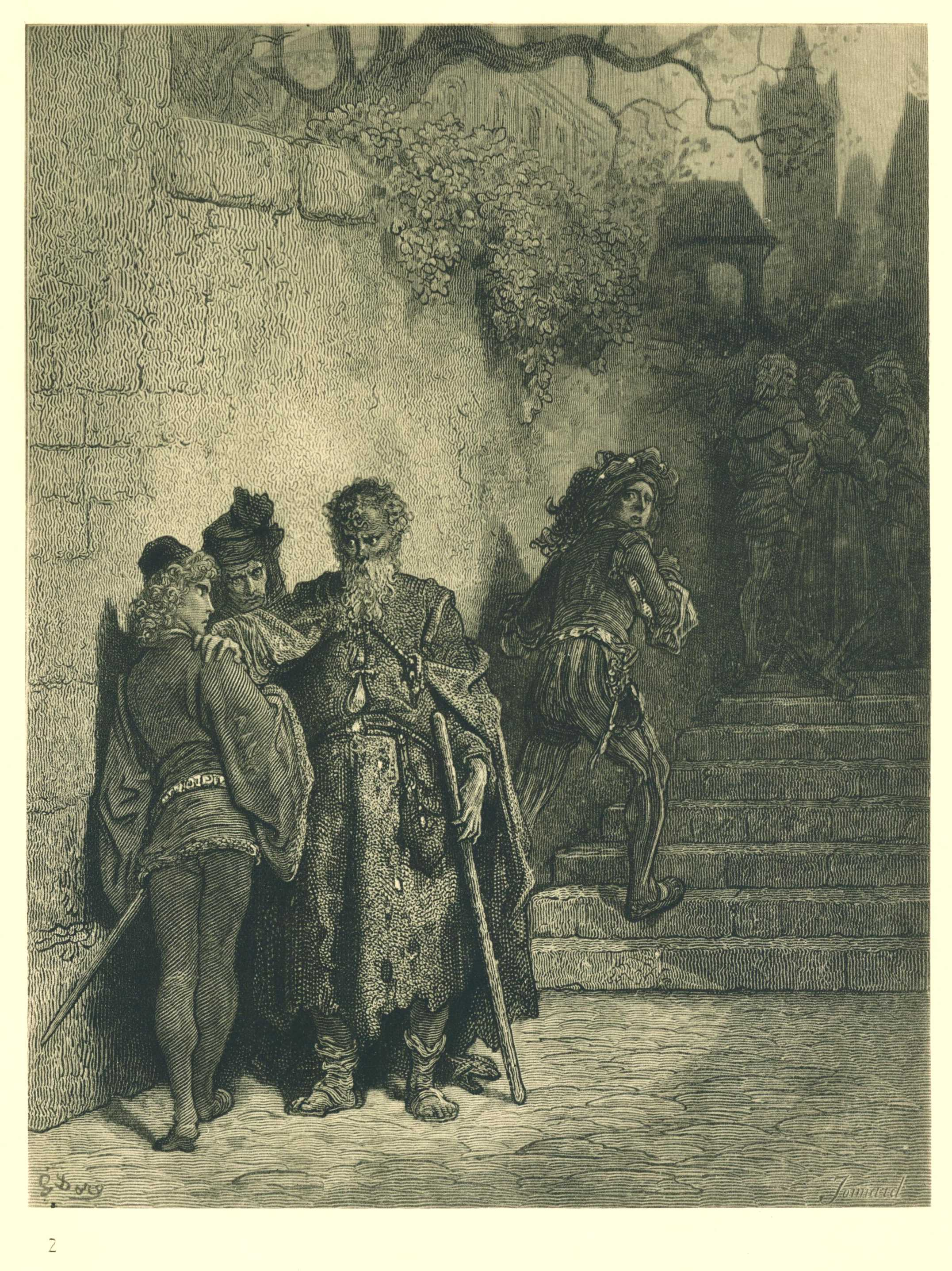
Ilustrace Gustava Dorého

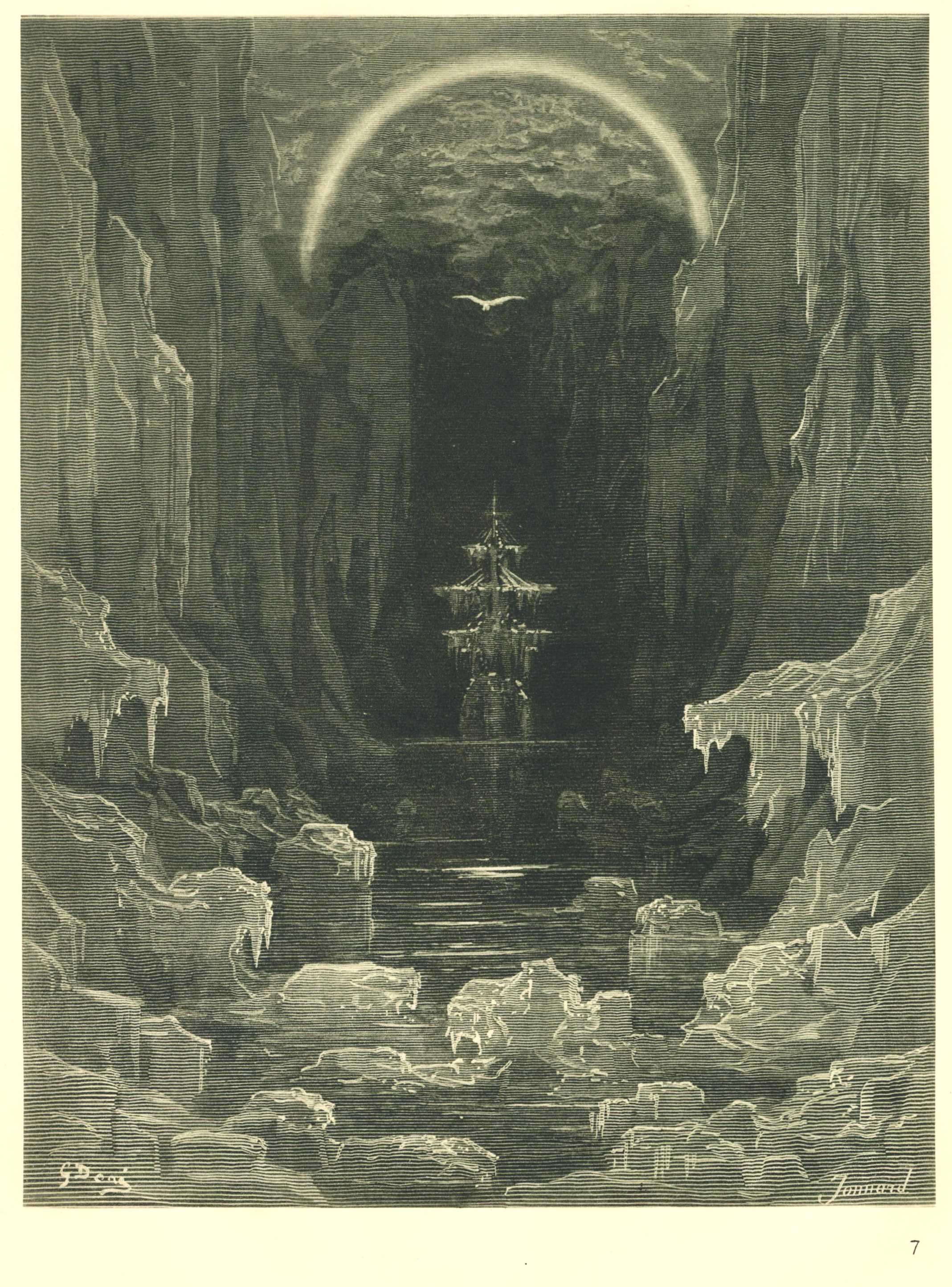
Ilustrace Gustava Dorého

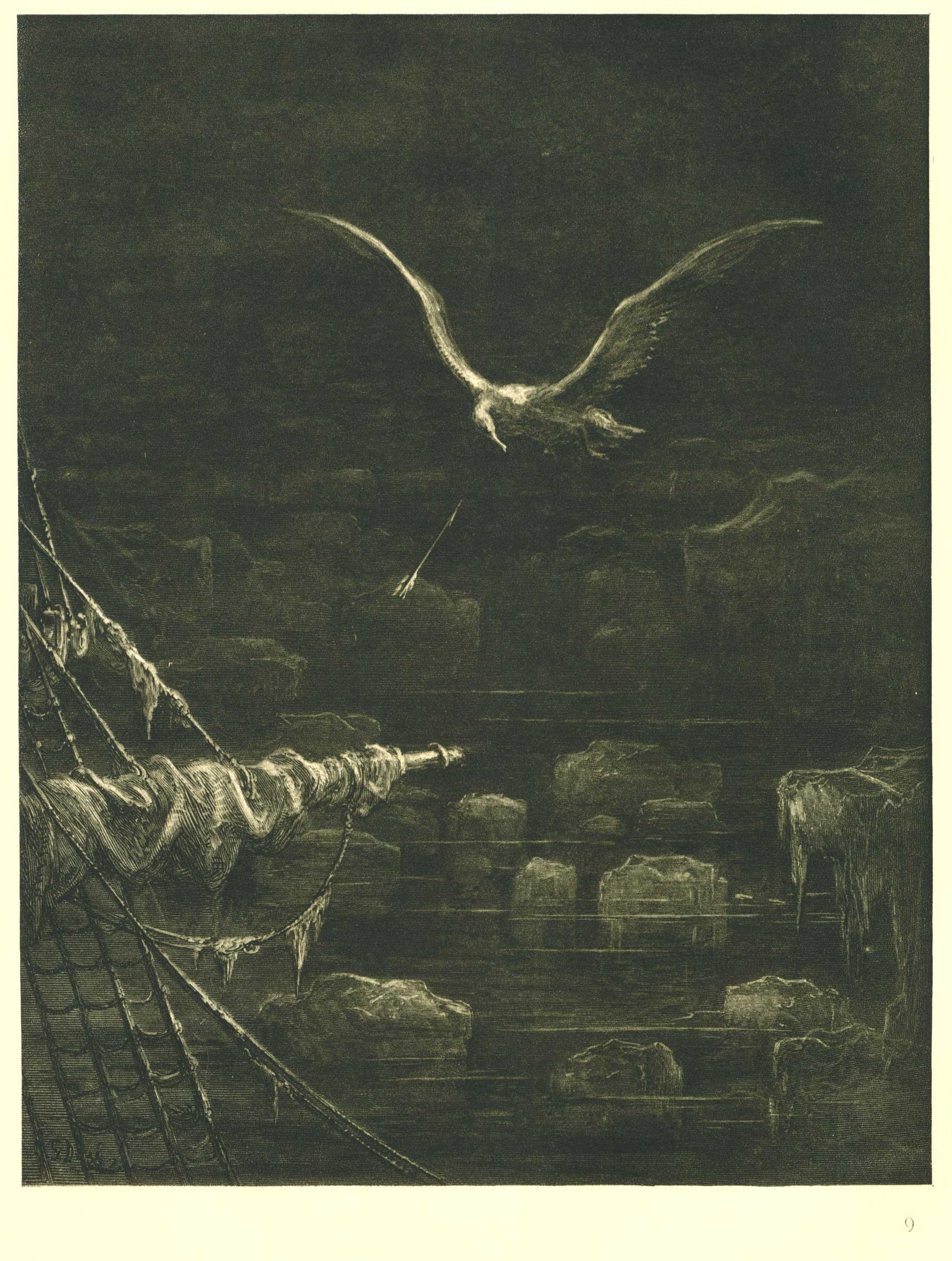
Ilustrace Gustava Dorého

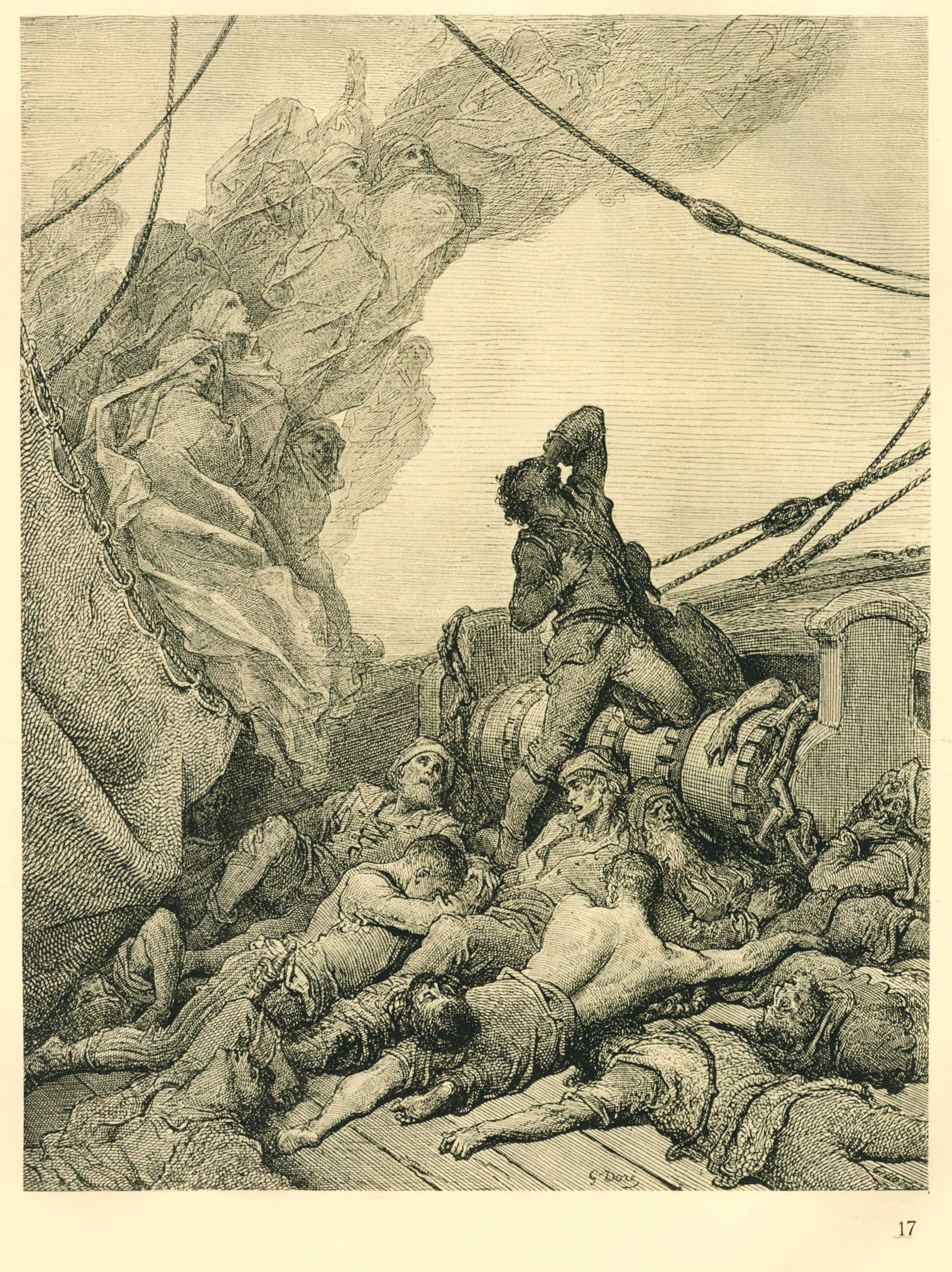
Ilustrace Gustava Dorého

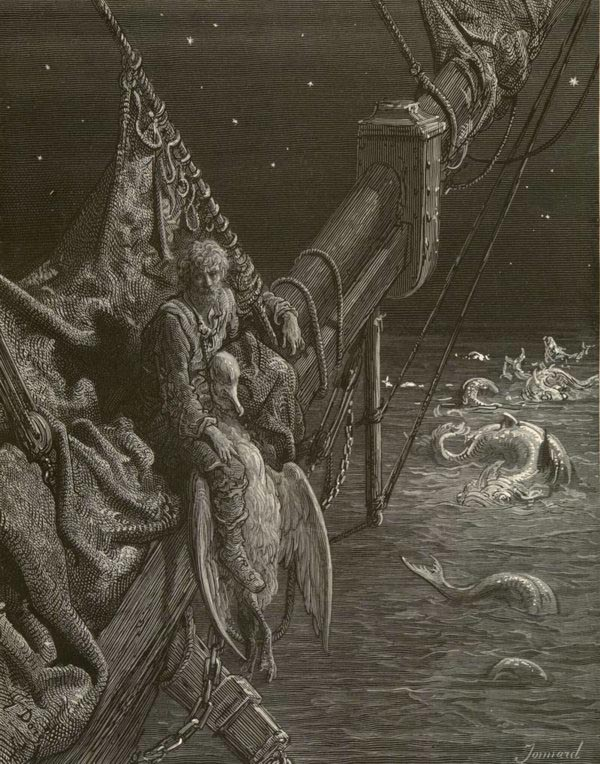
Ilustrace Gustava Dorého

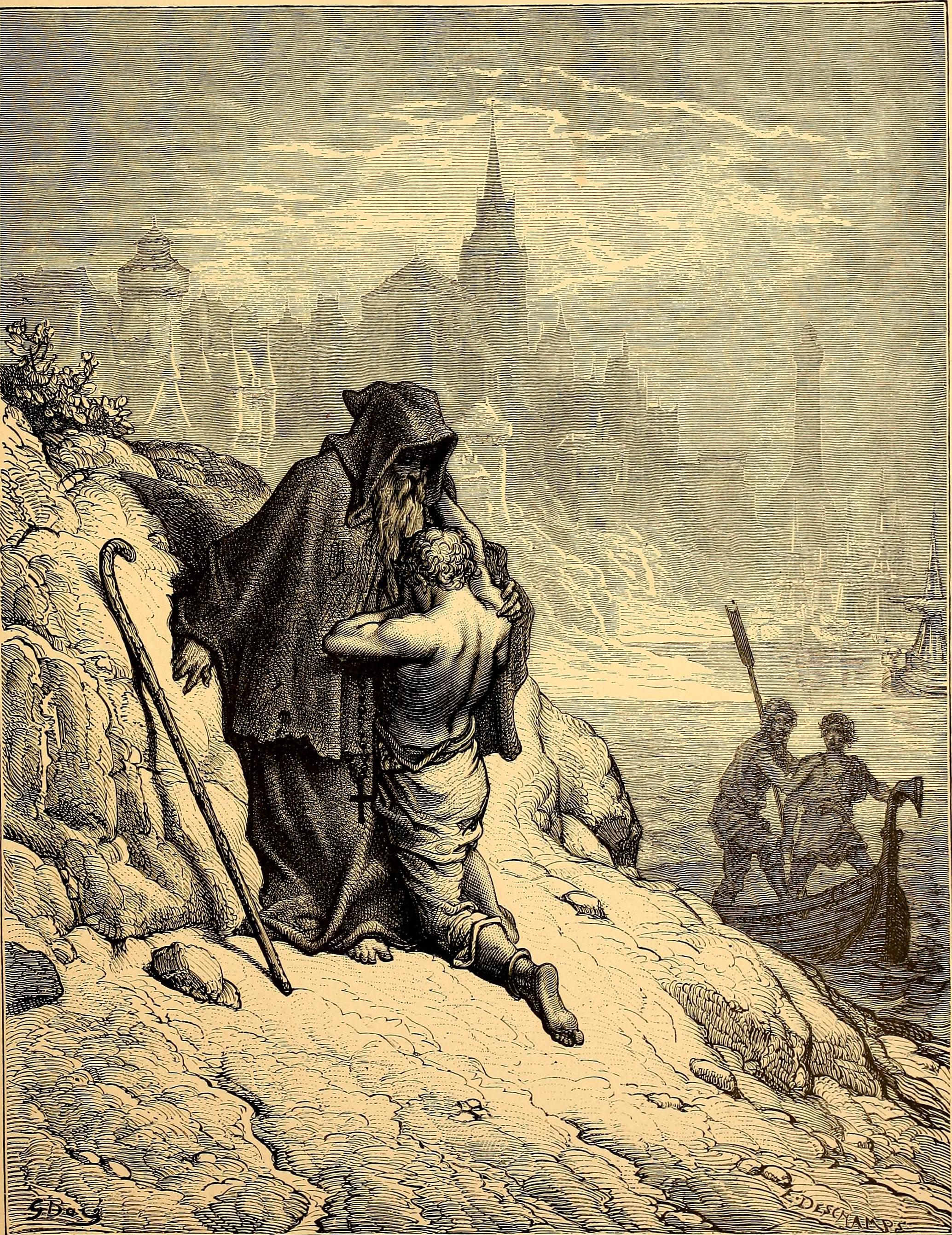
Ilustrace Gustava Dorého

Báseň zásadním způsobem transformuje hlavní téma lidové balady, kterým je provinění proti lidskému nebo přírodnímu řádu, po kterém následuje trest. Místo osudu nebo zákona v ní však na základě nahodilých (nikoliv příčinných) souvislostí působí tajemné a nepochopitelné síly. Je uvedena slovy, že se jedná o "příběh o tom, kterak loď překročivší rovník byla bouří zahnána do ledových končin poblíž jižního pólu, načež zamířila do horkého zeměpásu v Tichém oceánu, jakož i o podivuhodných událostech, které se přitom přihodily, též i o způsobu, jakým se námořník do vlasti navrátil.".
Vlastní vyprávění začíná tím, že tři mládenci pozvaní na svatbu, potkají starého námořníka. Ten jednoho z nich zadrží a začne mu vyprávět svůj příběh. Svatebčan, jakoby očarován námořníkovým divokým zrakem, je nucen příběh vyslechnout.
Námořník líčí, jak jeho loď vyplula na jih a jak jí přálo počasí, dokud nepřekročila rovník. Pak přišla hrozná vichřice a zahnala loď mezi ledová pole u jižního pólu. Když už všichni ztráceli naději na záchranu, vynořil se z mlhy albatros, který jim ukázal cestu na sever a devět dní je na této cestě doprovázel. Pak jej starý námořník naprosto zbytečně a bez příčiny zastřelil kuší.
Posádka nejprve námořníka proklínala za to, že zabil ptáka, který všem přinesl štěstí. Když se však rozplynula mlha a stále vál příznivý vítr, začala námořníkův čin schvalovat, čímž se stali spoluviníky jeho zlého činu. Když loď téměř dosáhla rovníku, vítr najednou utichl a loď zůstala uvězněna v zahnívajícím tropickém moři, plném hemžící se slizké havěti. Pod žhnoucím sluncem začali všichni trpět strašlivou žízní a mnohé ve snách pronásledoval Duch, vládnoucí polárním končinám. Posádka se v zoufalství snažila veškerou vinu svalit na starého námořníka a pověsili mu na krk místo kříže zabitého ptáka.
Když námořník zahlédl v dálce loď, všichni se radovali do té doby, než zjistili, že jde o vrak, který se k nim blížil ničím nepoháněn. Jeho posádku tvořil kostlivec (Smrt) a přízračná žena zvaná Život ve smrti (Life-in-Death). Přízraky hrály spolu v kostky o posádku a Život ve smrti vyhrála námořníka. S východem měsíce pak všichni členové posádky, až na námořníka, padli mrtvi na palubu a námořníkovi připadalo, že jejich oči jej pronásledují prokletím.
Hněv námořníka na tvory z moře kolem lodi za to, že žijí, zatímco jeho druhové zemřeli, byl po sedmi dnech vystřídán soucitem, který vyvolala krása mihotavé hry tvorů v měsíčním světle. Probudila se v něm schopnost modlit se a tvorům v duchu požehnal. Tím se začalo jeho prokletí lámat. Mrtvý albatros se mu svezl z krku a zmizel v hlubinách. Přišel déšť, který námořník přičítal zásahu Matky boží. Těla posádky, posedlá dobrými duchy, se zvedla a pomáhala řídit loď, kterou nadpřirozené andělské sily hnaly k severu, až k námořníkovu rodnému břehu. Tam duchové opustili mrtvá těla posádky a ta opět padla na palubu. Vzápětí se loď potopila a námořníka zachránil lodivod, který se k lodi vydal na člunu.
Na břehu se námořník setkal se starým poustevníkem z lesní samoty. Zapřísahal ho, aby jej spasil, a pak přijal doživotní pokání. Od té doby musí chodit po světě a vykládat svůj příběh lidem, které potká, a tím je učit lásce a pokoře před vším, co Bůh stvořil a co miluje.
Po skončení vyprávění námořník sdělí svatebčanovi poučení o nutnosti lásky k veškerému tvorstvu a odchází. Svatebčan jíž nejde na svatbu, ale jako omráčený jde domů. Nazítří vstává jako moudřejší muž.

## Adaptace

### Film a televize
- The Ancient Mariner (1925, Starý námořník), americký němý film podle poemy Píseň o starém námořníkovi, režie Chester Bennett a Henry Otto.
- The Rime of the Ancient Mariner (1967, Píseň o starém námořníkovi), britský krátký animovaný film, režie Ernard Queenan.
- The Rime of the Ancient Mariner (1975, Píseň o starém námořníkovi), americký film, režie Raul daSilva.
- The Rime of the Ancient Mariner (1977, Píseň o starém námořníkovi), americký animovaný film s využitím ilustrací Gustava Doré, režie Larry Jordan, vypráví Orson Welles.
- The Ancient Mariner: A Rock Opera (1983, Starý námořník), jihoafrický televizní film podle rockové opery Roberta Schrodera a Lee Johnsona, režie Ken Kirsten, jako vypravěč Michael York.
- The Albatross (1998, Albatros), britský krátký animovaný film podle poemy Píseň o starém námořníkovi, režie Paul Bush.

### Hudba
- The Rime of the Ancient Mariner (1975), album britského skladatele Davida Bedforda.
- The Ancient Mariner: A Rock Opera (1980), jihoafrická rocková opera Roberta Schrodera a Lee Johnsona.
- The Rime of the Ancient Mariner, píseň britské skupiny Iron Maiden z jejího alba Powerslave (1984).
- Good Morning Captain, píseň americké undergroundové rockové kapely Slint z alba Spiderland (1991), jedná se o adaptaci Písně o starém námořníkovi.
- Ballata del rovescio del mondo, rozhlasová opera italského skladatele Luky Francesconiho (1994).
- Albatross (2011), píseň britské skupiny Wild Beasts.
- The Rime of the Ancient Mariner (2012), album britské skupiny The Tiger Lillies.

## Česká vydání
- Skládání o starém námořníku, Christabel, Kublaj Chán, Praha: Jan Otto 1897, přeložil Josef Václav Sládek.
- Skládání o starém námořníku, Praha: Studentská tiskárna 1946, přeložil Josef Nesvadba.
- Píseň o starém námořníku, Praha: František Borový 1949, přeložil Josef Palivec.
- Dračí křídlo stesku, Praha: Mladá fronta 1965, uspořádal Josef Kostohryz, přeložil Václav Renč, výbor z Coleridgeovy lyriky, obsahující také Píseň o starém námořníkovi.
- Píseň o starém námořníkovi, Praha: Odeon 1984, přeložila Petruše Máchová.
- Jezerní básníci, Praha: Mladá fronta 1999, výbor, který obsahuje také Píseň o starém námořníkovi, představuje básnickou tvorbu představitelů tzv. jezerní školy anglického romantismu Williama Wordswortha, Samuela Taylora Coleridgeho a Roberta Southeyho, přeložil Zdeněk Hron, znovu Praha: Garamond 2019.
- Tušivá rozpomnění: jezerní básníci, Praha: Jitro 2010, antologie z díla anglických raných romantiků obsahující také Píseň o starém námořníkovi, přeložil Václav Renč.

.